# Mildura

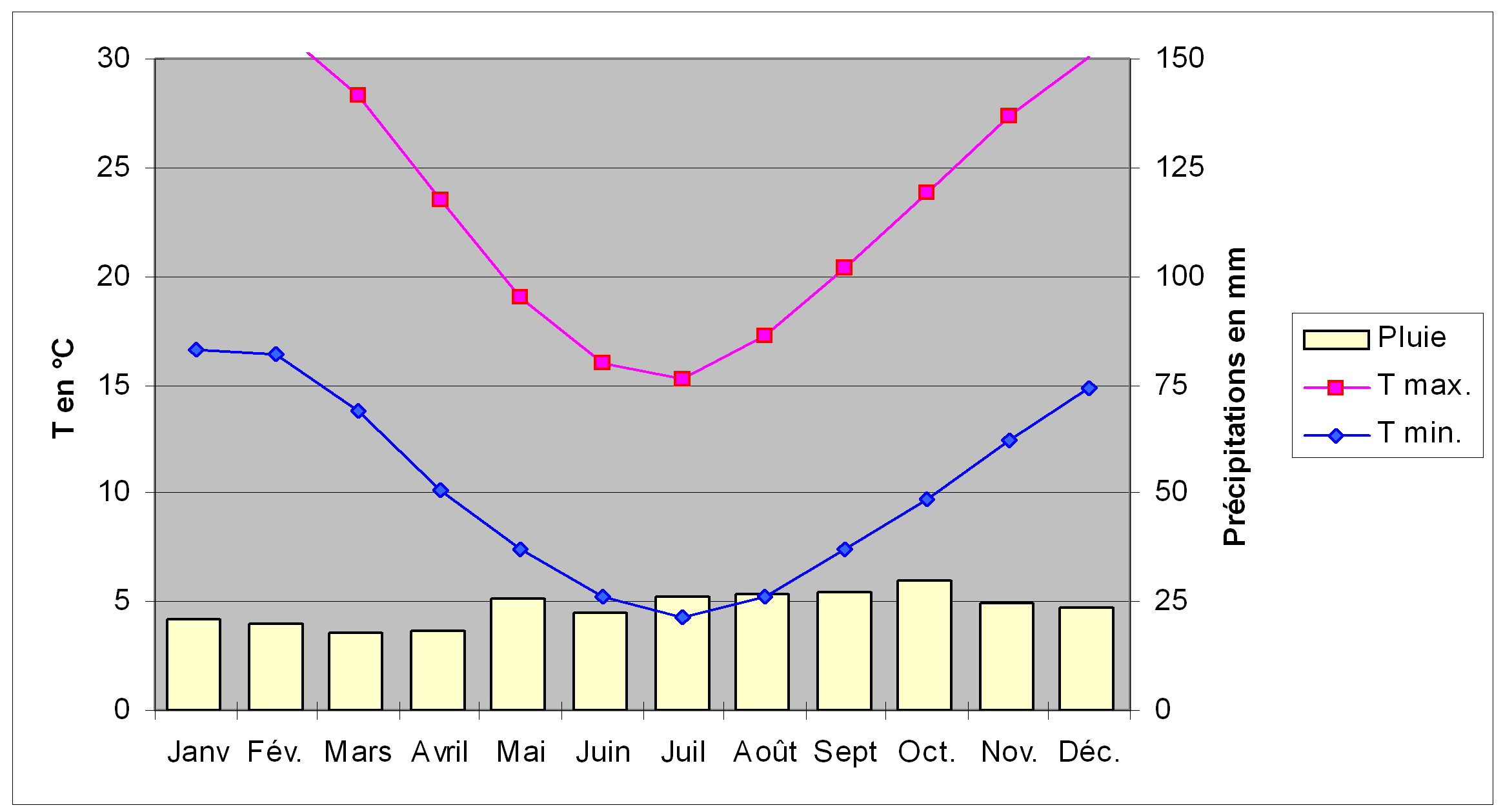
Thermométrie et pluviométrie à Mildura, Source : Bureau of Meteorology

Mildura est une ville au nord-ouest de l'État de Victoria sur la rive sud du fleuve Murray, à 550 km de Melbourne, la capitale de l'état de Victoria. Le chef lieu compte 30 016 habitants en 2006.
La région est au centre d'une vaste zone de production fruitière (agrumes et oranges en particulier, raisins de table) et viticole.
Le nom de la ville est d'origine aborigène et signifie « sable rouge » ou « yeux en larmes » suivant les versions.

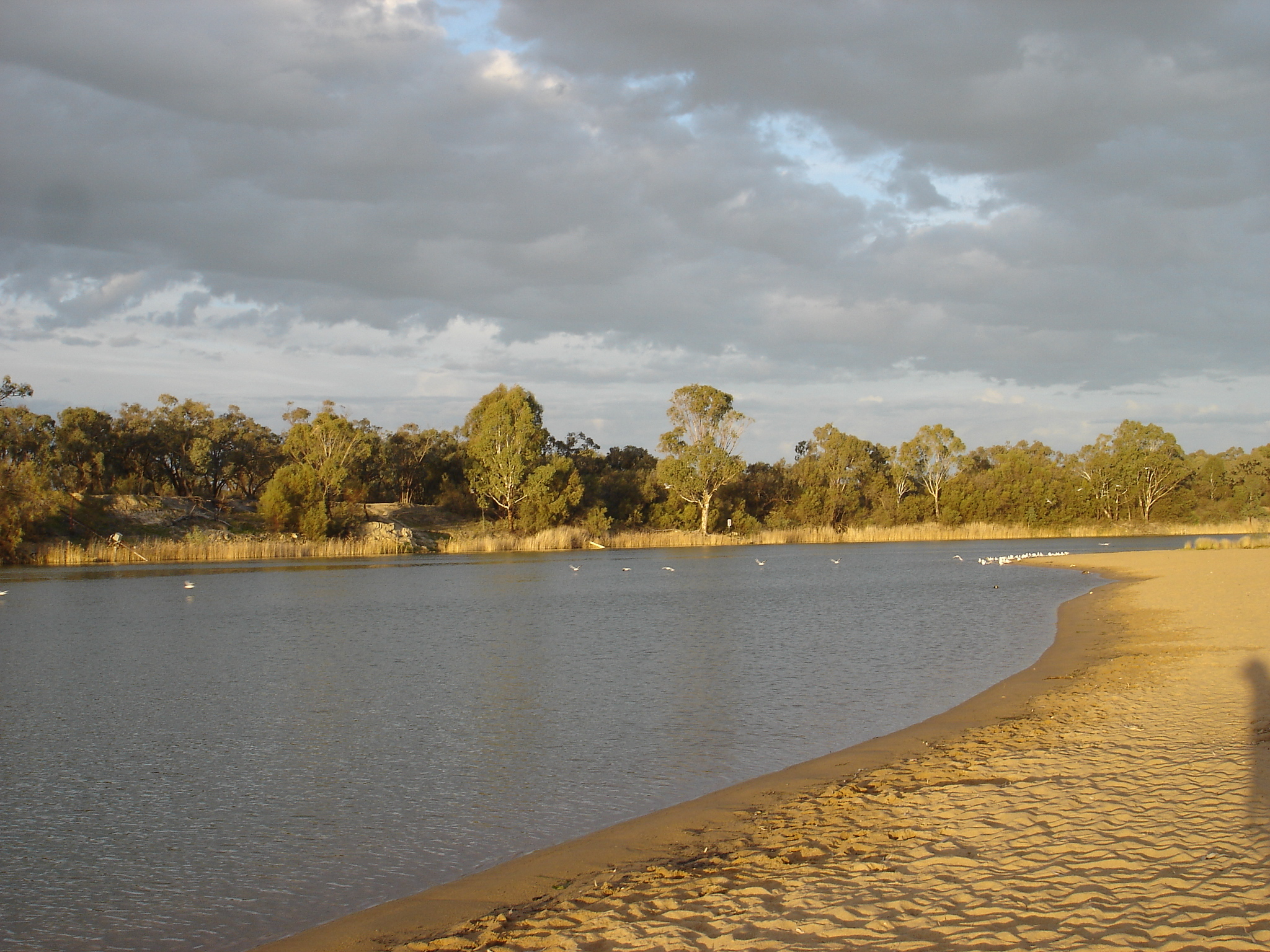
Le Murray à Mildura

Beaucoup d'aborigènes (Latje Latje et Yerre Yerre) vivaient dans la région avant l'arrivée des Européens en raison de l'abondance de sa production alimentaire. Les Européens voulurent s'y installer aussi et importèrent des moutons.
En 1886, un Californien, George Chaffey, vint s'installer dans la région pour lui faire profiter de ses connaissances sur l'irrigation déjà répandue à l'époque en Californie. Il s'engagea à investir 300 000 £ dans les 20 ans à venir pour développer la région.
En dehors d'une période de récession dans les années 1890 due à la prolifération des lapins et à une crise économique, la ville connut une croissance régulière.
La ville, située seulement à 50 m au-dessus du niveau de la mer, connaît un climat chaud et sec.
La moyenne des précipitations est d'environ 290 mm par an répartis sur toute l'année avec de plus fortes averses de pluie en hiver et au printemps et un ou deux orages par an.
La ville est très ensoleillée avec plus de 100 jours de grand soleil chaque année. Les températures peuvent aller de 0 °C la nuit en hiver à plus de 40 °C le jour en été.